# Видаль, Алеш
Але́ш Вида́ль Парре́у (кат. и исп. Aleix Vidal Parreu; род. 21 августа 1989, Пучпелат, Каталония) — испанский футболист, полузащитник.

## Карьера
В 2008 году Видаль был подписан «Эспаньолом», но за первую команду ему сыграть не удалось. Сезон 2008/09 он провёл в «Эспаньоле Б» и в аренде в греческом клубе «Пантракикос». В августе 2009 года Видаль перешёл в «Химнастик» из Таррагоны, однако остаток сезона провёл в аренде в клубе «Побла-де-Мафумет». Летом 2010 года Видаль отправился в «Мальорку» и провёл весь сезон за «Мальорку Б» в Сегунде Б.
В 2011 году он перебрался в «Альмерию». 27 августа 2011 года Алеш дебютировал за основной состав клуба в матче против «Кордовы». В своём втором сезоне в «Альмерии» Видаль забил 4 гола в 37 матчах и помог команде выйти в Примеру. 6 августа 2013 года Видаль продлил контракт с клубом до 2017 года. Его дебют в высшем испанском дивизионе состоялся 19 августа в матче против «Вильярреала» (2:3).
30 декабря 2013 года Алеш дебютировал за сборную Каталонии, отыграв весь второй тайм в матче против сборной Кабо-Верде (4:1).
16 июня 2014 года Видаль перешёл в «Севилью» за 3 миллиона евро, подписав четырёхлетний контракт. Дебют Алеша за новый клуб состоялся 12 августа в матче за Суперкубок УЕФА против мадридского «Реала» (0:2). Первый гол за «Севилью» Видаль забил 23 августа в матче чемпионата Испании против «Валенсии» (1:1).
В июне 2015 года Видаль стал игроком «Барселоны», заплатившей за трансфер футболиста €12 млн. Контракт был подписан на 5 лет. В клубе Алеш взял свой любимый 22 номер. Однако из-за запрета на регистрацию новых игроков, наложенных на «Барселону» ФИФА, каталонец смог дебютировать за новую команду только 6 января 2016 года в матче Кубка Испании против «Эспаньола», выйдя на замену на 66 минуте встречи вместо бразильского защитника Дани Алвеса. Дебют в чемпионате Испании состоялся в матче 19 тура против «Гранады», закончившемся разгромной победой «каталонского» клуба со счётом 4:1.
В июле 2018 года стало известно, что Алеш Видаль вновь перейдёт в «Севилью» за €9,5 млн.
В июле 2019 года Алеиш Видаль перешел в «Алавес» на правах аренды. Баскский клуб арендовал футболиста до лета 2020 года.

## Достижения
«Севилья»
- Победитель Лиги Европы УЕФА: 2014/15

«Барселона»
- Чемпион Испании (2): 2015/16, 2017/18
- Обладатель Кубка Испании (3): 2015/16, 2016/17, 2017/18
- Обладатель Суперкубка Испании: 2016